# Javornice (Kněžnice)
Javornice je malá vesnice, část obce Kněžnice v okrese Jičín. Nachází se asi 2 km na jihozápad od Kněžnice. V roce 2009 zde bylo evidováno 17 adres. V roce 2001 zde trvale žilo 23 obyvatel.
Javornice leží v katastrálním území Kněžnice o výměře 6,68 km2.

## Fotogalerie

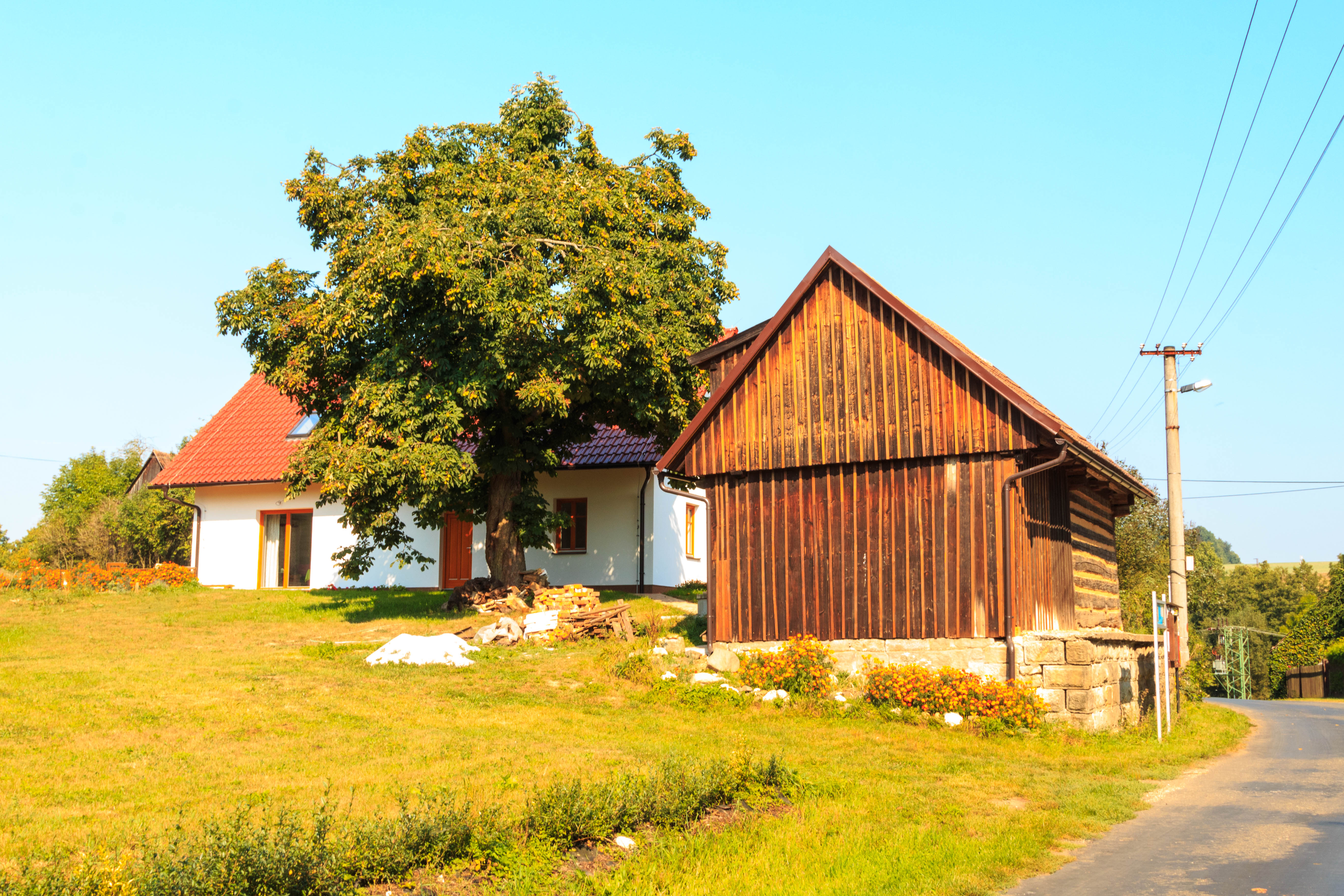
Javornice u Kněžnice - čp. 18
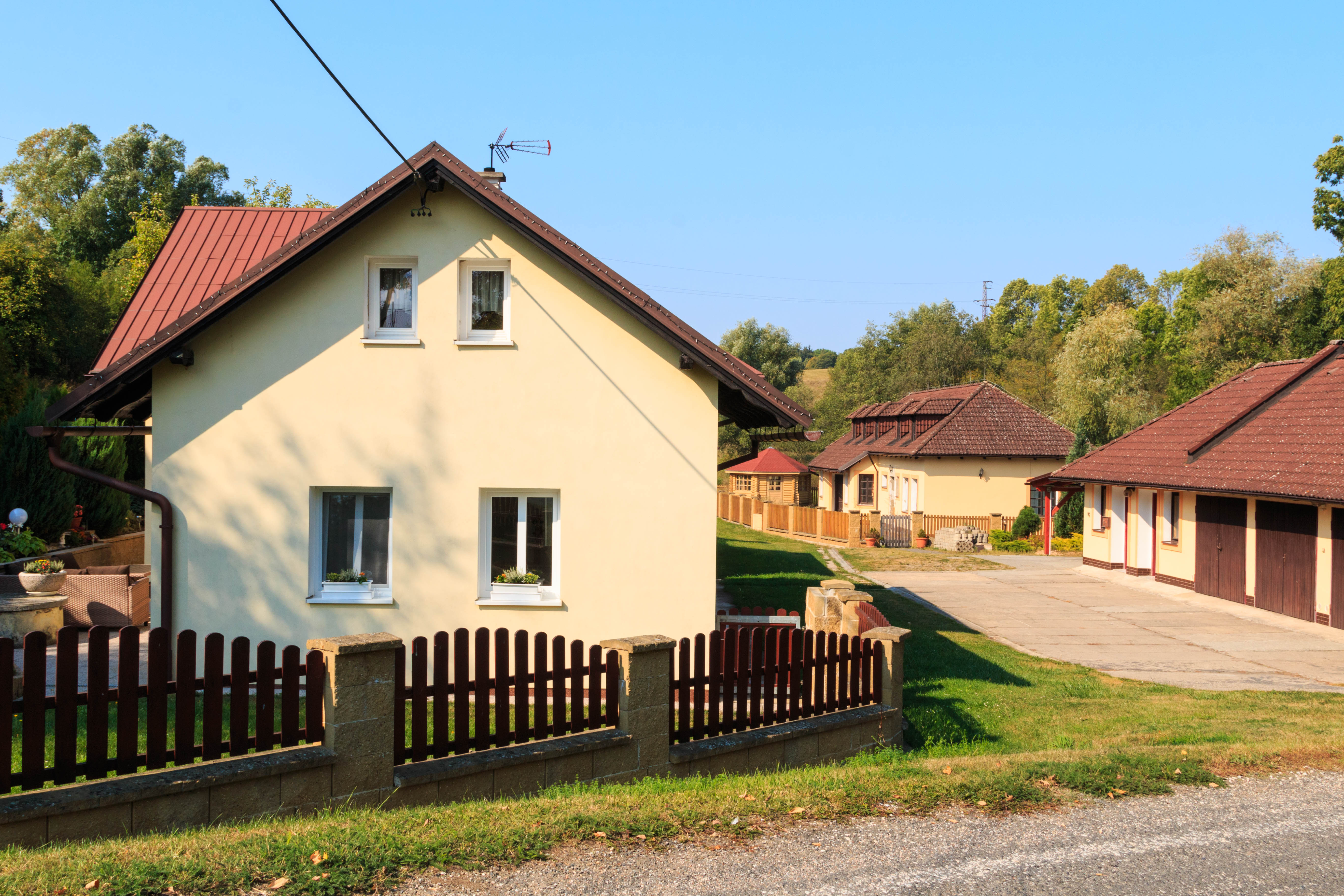
Javornice u Kněžnice - čp. 9
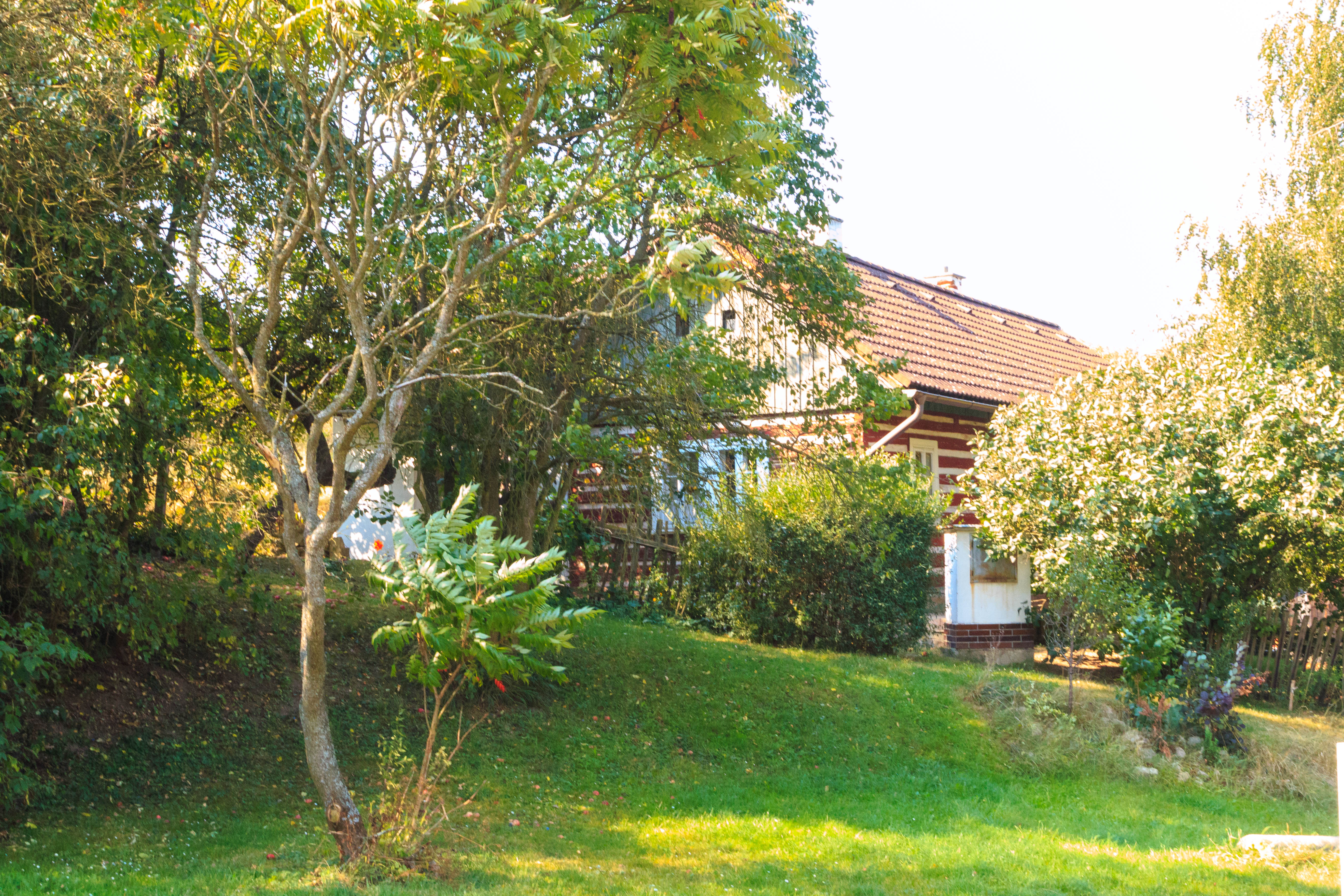
Javornice u Kněžnice - čp. 13
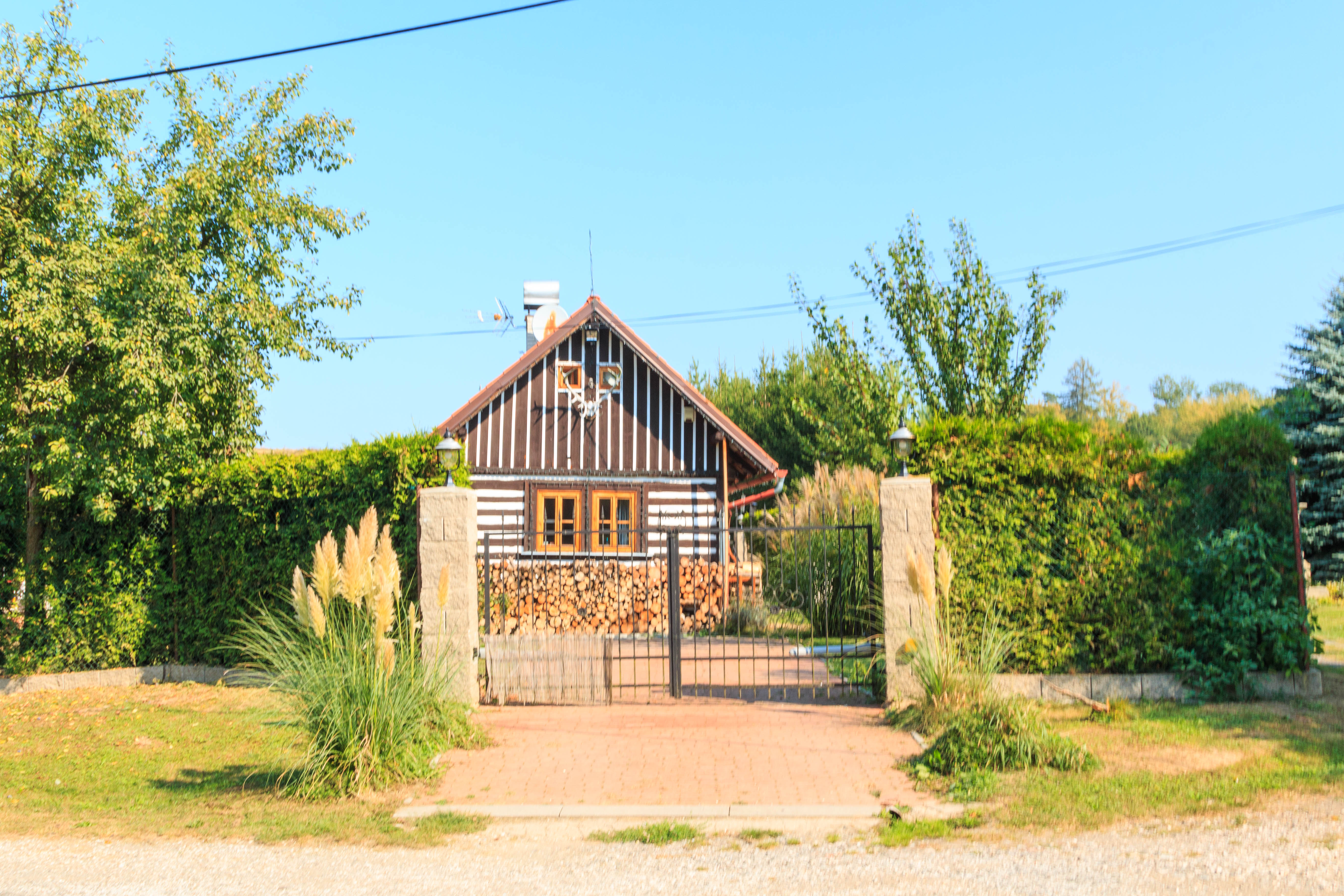
Javornice u Kněžnice - čp. 14